# Pelourinho, Alcântara, Maranhão
Dentro do conjunto arquitetônico da Praça da Matriz de São Matias, em Alcântara, Maranhão, o pelourinho era símbolo da ordem e da vigência de poder. De acordo com Andrade (2022), o pelourinho garantia legitimidade à publicação de éditos e ordens régias, além de qualquer outra notícia ou ação de natureza pública. Contudo, foram os suplícios e castigos que tornaram os pelourinhos famigerados em praticamente todos os lugares que foram erguidos. Com a abolição da escravatura, o mesmo foi retirado e escondido, sendo tempos depois descoberto seu paradeiro. 

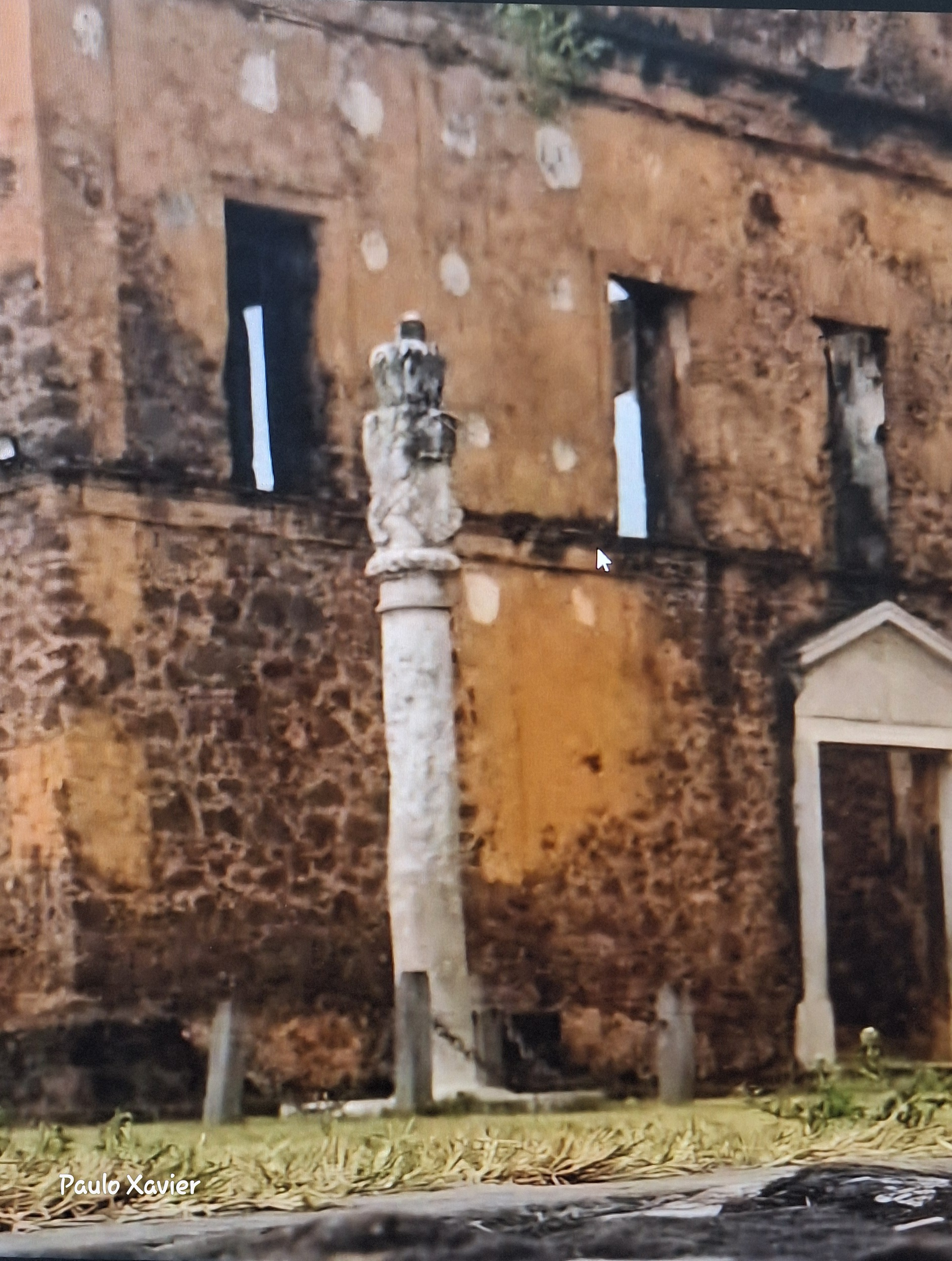
Pelourinho situado na Praça da Igreja Matriz de São Matias.

Pflueger (2002) relata que em 1889 o pelourinho havia sido enterrado na praça e dividido em pedaço. O resgate foi possível graça a indicação de uma ex-escrava de nome Calu. Com isso, os irmãos maranhenses Osvaldo e Durval Soares, membros do Instituto Histórico e Geográfico Brasileiro (IHGB-MA), reergueram o mesmo por na Praça da Matriz por ocasião do tombamento da cidade. Com isso, o mesmo foi fincado de volta no seu local de origem. De acordo com Andrade (2022), esse foi um dos poucos pelourinhos que sobreviveram ao tempo no Brasil.
Referências
1. 1 2  Andrade, Francisco (10 de outubro de 2022). «DE SÍMBOLOS DA OPRESSÃO A PADRÕES DA LIBERDADE: A PRESERVAÇÃO DE PELOURINHOS COLONIAIS E O APAGAMENTO DA MEMÓRIA DA ESCRAVIDÃO (SÉCS. XVI-XX)». Revista de História (São Paulo): a07921. ISSN 0034-8309. doi:10.11606/issn.2316-9141.rh.2022.188402. Consultado em 22 de abril de 2025
2. ↑  Soares Pflueger, Grete (2002). «De Tapuitapera a Villa D Alcântra composição urbana e arquitetônica de Alcântara no Maranhão». repositorio.ufpe.br. Consultado em 22 de abril de 2025

- PFLUEGER, G. De Tapuitapera a Villa D' Alcântara: composição urbana e arquitetônica de Alcântara no Maranhão. Pernambuco, 2002. 139 p. Dissertação (Mestrado em Desenvolvimento Urbano) Universidade Federal de Pernambuco.

- ANDRADE, Francisco. De símbolos da opressão a padrões da liberdade: a preservação de pelourinhos coloniais e o apagamento da memória da escravidão (sécs. XVI-XX). Revista de História, São Paulo, n. 181, p. 1–37, 2022.